# Colón C-3 Fútbol Club
El Colón C-3 Fútbol Club es un club de fútbol con sede en la Ciudad de Colón, Panamá. Fundado el 9 de marzo de 2010, como equipo expansión de la extinta Liga Nacional de Ascenso (LNA). Actualmente juega en la Liga Prom, segunda división de Panamá.

## Historia
El club fue fundado el 9 de marzo de 2010 como parte del proyecto de expansión de la extinta Liga Nacional de Ascenso para la temporada 2010-11. Durante su primer torneo en segunda división logró llegar hasta la final del Torneo Apertura 2010 en donde venció 2-0 al FC Veraguas 2010 en el Estadio Rommel Fernández. Para el Torneo Clausura 2011 logró clasificar nuevamente a la liguilla, pero quedó eliminado en los cuartos de final contra la SD Atlético Nacional  con un global 2:4. Es por ello que en su primera temporada en la segunda división calificó a la liguilla de promoción o final de ascenso contra el SUNTRACS como campeón del Torneo Apertura 2010. 
El 28 de mayo de 2011, Colón C-3 derrotó al SUNTRACS por un marcador de 2-0 en el Estadio Agustín Muquita Sánchez y se convirtió en el quinto equipo en la historia de la provincia de Colón que llegará a la Primera División Nacional. 
Luego de disputar una temporada en la máxima categoría fue descendido de la liga, finalizando último de la tabla acumulada de la temporada 2011-12. Desde entonces no ha podido volver a ascender a la máxima categoría. Actualmente disputa en la Liga Prom, segunda categoría de Panamá desde el 2021.

## Palmarés

### Torneos Extintos
- Liga Nacional de Ascenso (1): Apertura 2010.

### Otros logros
- Campeón de la Superfinal de Ascenso 2010-11.
- Subcampeón Liga Nacional de Ascenso (1): Clausura 2015